# Eduard Mörike
Eduard Friedrich Mörike (8. september 1804 i Ludwigsburg – 4. juni 1875 i Stuttgart) var en tysk, romantisk Biedermeier-digter.
Mörike læste teologi ved seminariet i Tübingen og blev senere lutheransk pastor. I 1834 blev han ordineret pastor i Cleversulzbach nær Weinsberg, og efter hans tidlige pensionering af helbredsmæssige årsager blev han i 1851 professor i tysk litteratur ved Katharinenstift i Stuttgart. Han var professor frem til 1866 og blev boende i byen til sin død. 
Han var medlem af den såkaldte schwabiske skole, der blev dannet omkring Ludwig Uhland. Mörikes digte er ofte lyriske, morsomme og formuleret i et enkelt sprog. Hans sange er traditionelle i deres form og er ofte blevet sammenlignet med Goethes. Blandt hans værker er også Idylle vom Bodensee, oder Fischer Martin und die Glockendiebe fra 1846 og dannelsesromanen Maler Nolten, som han udgav i 1832 med stor succes. Hugo Wolf har komponeret musik til flere af Mörikes sange. 